# Campionati mondiali juniores di biathlon 2009
I Campionati mondiali juniores di biathlon 2009 si svolsero dal 31 gennaio al 3 febbraio a Canmore, in Canada. Le gare, maschili e femminili, si articolarono nelle due categorie "Giovani" (fino a 19 anni) e "Juniores" (fino a 21 anni).

## Risultati

### Uomini

#### Categoria "Giovani"

##### Sprint 7,5 km
| Posizione | Atleta              | Nazione     | Tempo   | Penalità |
| --------- | ------------------- | ----------- | ------- | -------- |
| 1         | Curtis Wenzel       | Canada      | 21:10.2 | 0+1      |
| 2         | Erlend Bjøntegaard  | Norvegia    | 21:14.2 | 0+2      |
| 3         | Mario Dolder        | Svizzera    | 21:26.5 | 1+1      |
| 4         | Albert Herzog       | Austria     | -       |          |
| 5         | Vitalij Kozlovs'kyj | Ucraina     | -       |          |
| 6         | Ivan Pičužkin       | Russia      | -       |          |
| 7         | Florent Claude      | Francia     | -       |          |
| 8         | Tomas Kaukėnas      | Lituania    | -       |          |
| 9         | Aleksej Abromčuk    | Bielorussia | -       |          |
| 10        | Scott Gow           | Canada      | -       |          |

31 gennaio

##### Inseguimento 10 km
| Posizione | Atleta              | Nazione     | Tempo   | Penalità |
| --------- | ------------------- | ----------- | ------- | -------- |
| 1         | Erlend Bjøntegaard  | Norvegia    | 29:03.9 | 0+0+1+1  |
| 2         | Ludwig Ehrhardt     | Francia     | 29:29.0 | 0+0+1+0  |
| 3         | Curtis Wenzel       | Canada      | 29:32.9 | 0+1+1+1  |
| 4         | Tomas Kaukėnas      | Lituania    | -       |          |
| 5         | Mario Dolder        | Svizzera    | -       |          |
| 6         | Albert Herzog       | Austria     | -       |          |
| 7         | Mikko Repo          | Finlandia   | -       |          |
| 8         | Vlastimil Vávra     | Rep. Ceca   | -       |          |
| 9         | Vitalij Kozlovs'kyj | Ucraina     | -       |          |
| 10        | Aleksandr Mingalev  | Bielorussia | -       |          |

1º febbraio

##### Individuale 12,5 km
| Posizione | Atleta             | Nazione     | Tempo   | Penalità |
| --------- | ------------------ | ----------- | ------- | -------- |
| 1         | Ludwig Ehrhart     | Francia     | 37:10.9 | 0+0+0+1  |
| 2         | Antti Raatikainen  | Finlandia   | 38:18.6 | 0+0+0+1  |
| 3         | Aleksej Abromčuk   | Bielorussia | 38:33.2 | 1+1+0+0  |
| 4         | Nikolaj Jakušov    | Russia      | -       |          |
| 5         | Curtis Wenzel      | Canada      | -       |          |
| 6         | Aleksandr Mingalev | Bielorussia | -       |          |
| 7         | Henrik Forsberg    | Svezia      | -       |          |
| 8         | Mikko Repo         | Finlandia   | -       |          |
| 9         | Ivan Pičužkin      | Russia      | -       |          |
| 10        | Scott Gow          | Canada      | -       |          |

28 gennaio

##### Staffetta 3x7,5 km
| Posizione | Nazione     | Atleti                                              | Tempo     | Penalità |
| --------- | ----------- | --------------------------------------------------- | --------- | -------- |
| 1         | Francia     | Florent Claude Clement Jacquelin Ludwig Ehrhardt    | 1:06:18.8 | 0+6      |
| 2         | Canada      | Curtis Wenzel Aaron Gillmor Scott Gow               | 1:08:17.4 | 2+13     |
| 3         | Russia      | Ivan Pičužkin Nikolaj Jakušov Vladimir Burdinskij   | 1:08:56.2 | 4+10     |
| 4         | Bielorussia | Aleksandr Mingalev Dmitrij Savčkov Aleksej Abromčuk | -         |          |
| 5         | Finlandia   | Kalle Pira Antti Raatikainen Mikko Repo             | -         |          |

3 febbraio

#### Categoria "Juniores"

##### Sprint 10 km
| Posizione | Atleta                 | Nazione     | Tempo   | Penalità |
| --------- | ---------------------- | ----------- | ------- | -------- |
| 1         | Lukas Hofer            | Italia      | 27:39.3 | 2+0      |
| 2         | Benjamin Weger         | Svizzera    | 27:58.7 | 1+0      |
| 3         | Tarjei Bø              | Norvegia    | 28:08.2 | 0+0      |
| 4         | Florian Graf           | Germania    | -       |          |
| 5         | Benedikt Doll          | Germania    | -       |          |
| 6         | Simon Schempp          | Germania    | -       |          |
| 7         | Jean-Guillaume Béatrix | Francia     | -       |          |
| 8         | Vitalij Cvteov         | Bielorussia | -       |          |
| 9         | Uladzimir Aljaniška    | Bielorussia | -       |          |
| 10        | Pavel Magazeev         | Russia      | -       |          |

31 gennaio

##### Inseguimento 12,5 km
| Posizione | Atleta                 | Nazione     | Tempo   | Penalità |
| --------- | ---------------------- | ----------- | ------- | -------- |
| 1         | Lukas Hofer            | Italia      | 34:20.3 | 0+1+3+2  |
| 2         | Simon Schempp          | Germania    | 34:37.3 | 1+0+0+1  |
| 3         | Tarjei Bø              | Norvegia    | 34:48.7 | 3+0+0+0  |
| 4         | Benedikt Doll          | Germania    | -       |          |
| 5         | Serhij Semenov         | Ucraina     | -       |          |
| 6         | Fredrik Lindström      | Svezia      | -       |          |
| 7         | Jean-Guillaume Béatrix | Francia     | -       |          |
| 8         | Florian Graf           | Germania    | -       |          |
| 9         | Benjamin Weger         | Svizzera    | -       |          |
| 10        | Uladzimir Aljaniška    | Bielorussia | -       |          |

1º febbraio

##### Individuale 15 km
| Posizione | Atleta                 | Nazione   | Tempo   | Penalità |
| --------- | ---------------------- | --------- | ------- | -------- |
| 1         | Manuel Müller          | Germania  | 41:18.8 | 0+1+0+0  |
| 2         | Aleksej Volkov         | Russia    | 41:46.3 | 0+0+0+2  |
| 3         | Erik Lesser            | Germania  | 41:48.0 | 0+0+0+2  |
| 4         | Jean-Guillaume Béatrix | Francia   | -       |          |
| 5         | Simon Schempp          | Germania  | -       |          |
| 6         | Daniel Salvenmoser     | Austria   | -       |          |
| 7         | Serhij Semenov         | Ucraina   | -       |          |
| 8         | Ted Armgren            | Svezia    | -       |          |
| 9         | Mathieu Souchal        | Francia   | -       |          |
| 10        | Eppu Väänänen          | Finlandia | -       |          |

28 gennaio

##### Staffetta 4x7,5 km
| Posizione | Nazione     | Atleti                                                               | Tempo     | Penalità |
| --------- | ----------- | -------------------------------------------------------------------- | --------- | -------- |
| 1         | Germania    | Erik Lesser Simon Schempp Benedikt Doll Florian Graf                 | 1:23:39.8 | 0+13     |
| 2         | Russia      | Evgenij Petrov Timofej Lapšin Pavel Magazeev Aleksej Volkov          | 1:26:44.7 | 2+15     |
| 3         | Bielorussia | Sergej Rutsevič Uladzimir Čapelin Vitalij Cvteov Uladzimir Aljaniška | 1:27:00.7 | 2+6      |
| 4         | Ucraina     | Andrej Vosniak Vitalij Kilšiskij Vitalij Kozlovs'kyj Serhij Semenov  | -         |          |
| 5         | Francia     | Mathieu Souchal Remy Borgeot Yann Guigonnet Jean-Guillaume Béatrix   | -         |          |

3 febbraio

### Donne

#### Categoria "Giovani"

##### Sprint 6 km
| Posizione | Atleta               | Nazione     | Tempo   | Penalità |
| --------- | -------------------- | ----------- | ------- | -------- |
| 1         | Ol'ga Galič          | Russia      | 19:31.4 | 0+1      |
| 1         | Yan Zhang            | Cina        | 19:31.4 | 0+0      |
| 3         | Audrey Vaillancourt  | Canada      | 19:44.6 | 0+1      |
| 4         | Dorothea Wierer      | Italia      | -       |          |
| 5         | Marion Charles       | Francia     | -       |          |
| 6         | Addie Byrne          | Stati Uniti | -       |          |
| 7         | Marie-Christin Kloss | Germania    | -       |          |
| 8         | Stephanie Schnydrig  | Svizzera    | -       |          |
| 9         | Grace Boutot         | Stati Uniti | -       |          |
| 10        | Larisa Kuznecova     | Russia      | -       |          |

31 gennaio

##### Inseguimento 7,5 km
| Posizione | Atleta               | Nazione     | Tempo   | Penalità |
| --------- | -------------------- | ----------- | ------- | -------- |
| 1         | Dorothea Wierer      | Italia      | 27:07.9 | 1+3+0+0  |
| 2         | Marion Charles       | Francia     | 27:36.3 | 1+0+2+1  |
| 3         | Marie-Christin Kloss | Germania    | 27:38.7 | 1+1+2+1  |
| 4         | Yan Zhang            | Cina        | -       |          |
| 5         | Audrey Vaillancourt  | Canada      | -       |          |
| 6         | Yolaine Oddou        | Canada      | -       |          |
| 7         | Ol'ga Galič          | Russia      | -       |          |
| 8         | Iryna Kryŭko         | Bielorussia | -       |          |
| 9         | Larisa Kuznecova     | Russia      | -       |          |
| 10        | Addie Byrne          | Stati Uniti | -       |          |

1º febbraio

##### Individuale 10 km
| Posizione | Atleta              | Nazione     | Tempo   | Penalità |
| --------- | ------------------- | ----------- | ------- | -------- |
| 1         | Yan Zhang           | Cina        | 35:13.7 | 0+0+0+1  |
| 2         | Grace Boutot        | Stati Uniti | 36:17.6 | 1+0+0+0  |
| 3         | Yolaine Oddou       | Canada      | 36:49.6 | 1+1+0+0  |
| 4         | Iryna Kryŭko        | Bielorussia | -       |          |
| 5         | Ol'ga Galič         | Russia      | -       |          |
| 6         | Stephanie Schnydrig | Svizzera    | -       |          |
| 7         | Dorothea Wierer     | Italia      | -       |          |
| 8         | Tiril Eckhoff       | Norvegia    | -       |          |
| 9         | Audrey Vaillancourt | Canada      | -       |          |
| 10        | Larisa Kuznecova    | Russia      | -       |          |

29 gennaio

##### Staffetta 3x6 km
| Posizione | Nazione     | Atleti                                            | Tempo     | Penalità |
| --------- | ----------- | ------------------------------------------------- | --------- | -------- |
| 1         | Russia      | Ol'ga Galič Anna Pogorelova Larisa Kuznecova      | 1:00:46.4 | 0+7      |
| 2         | Bielorussia | Iryna Kryŭko Nelja Nikalaeva Dar″ja Nesterčik     | 1:01:36.8 | 0+12     |
| 3         | Italia      | Dorothea Wierer Nicole Gontier Alexia Runggaldier | 1:02:34.9 | 3+11     |
| 4         | Ucraina     | Lidija Šek Iryna Varvynec' Julija Džyma           | -         |          |
| 5         | Stati Uniti | Addie Byrne Grace Boutot Hilary McNamee           | -         |          |

3 febbraio

#### Categoria "Juniores"

##### Sprint 7,5 km
| Posizione | Atleta               | Nazione   | Tempo   | Penalità |
| --------- | -------------------- | --------- | ------- | -------- |
| 1         | Nicole Wötzel        | Germania  | 23:28.8 | 1+0      |
| 2         | Miriam Gössner       | Germania  | 23:37.5 | 2+3      |
| 3         | Sophie Boilley       | Francia   | 23:38.1 | 1+0      |
| 4         | Réka Ferencz         | Romania   | -       |          |
| 5         | Veronika Vítková     | Rep. Ceca | -       |          |
| 6         | Ol'ga Viluchina      | Russia    | -       |          |
| 7         | Maren Hammerschmidt  | Germania  | -       |          |
| 8         | Anastasija Kalina    | Russia    | -       |          |
| 9         | Yinghui Xu           | Cina      | -       |          |
| 10        | Anastasija Zagorujko | Russia    | -       |          |

31 gennaio

##### Inseguimento 10 km
| Posizione | Atleta              | Nazione   | Tempo   | Penalità |
| --------- | ------------------- | --------- | ------- | -------- |
| 1         | Miriam Gössner      | Germania  | 33:56.9 | 0+1+4+3  |
| 2         | Veronika Vítková    | Rep. Ceca | 34:08.0 | 1+2+0+1  |
| 3         | Nicole Wötzel       | Germania  | 34:15.5 | 2+0+0+1  |
| 4         | Ol'ga Viluchina     | Russia    | -       |          |
| 5         | Synnøve Solemdal    | Norvegia  | -       |          |
| 6         | Anastasija Kalina   | Russia    | -       |          |
| 7         | Sophie Boilley      | Francia   | -       |          |
| 8         | Yinghui Xu          | Cina      | -       |          |
| 9         | Elisabeth Voigt     | Germania  | -       |          |
| 10        | Maren Hammerschmidt | Germania  | -       |          |

1º febbraio

##### Individuale 12,5 km
| Posizione | Atleta               | Nazione   | Tempo   | Penalità |
| --------- | -------------------- | --------- | ------- | -------- |
| 1         | Nicole Wötzel        | Germania  | 42:15.4 | 0+0+0+2  |
| 2         | Anastasija Zagorujko | Russia    | 42:21.1 | 0+1+0+0  |
| 3         | Elisabeth Voigt      | Germania  | 42:39.8 | 1+1+1+0  |
| 4         | Miriam Gössner       | Germania  | -       |          |
| 5         | Laure Bosc           | Francia   | -       |          |
| 6         | Marine Bolliet       | Francia   | -       |          |
| 7         | Veronika Vítková     | Rep. Ceca | -       |          |
| 8         | Gabriela Soukalová   | Rep. Ceca | -       |          |
| 9         | Synnøve Solemdal     | Norvegia  | -       |          |
| 10        | Elise Ringen         | Norvegia  | -       |          |

29 gennaio

##### Staffetta 3x6 km
| Posizione | Nazione   | Atleti                                                 | Tempo   | Penalità |
| --------- | --------- | ------------------------------------------------------ | ------- | -------- |
| 1         | Rep. Ceca | Veronika Vítková Veronika Zvařičová Gabriela Soukalová | 58:00.3 | 0+6      |
| 2         | Russia    | Anastasija Zagorujko Anastasija Kalina Ol'ga Viluchina | 58:12.6 | 0+6      |
| 3         | Germania  | Elisabeth Voigt Miriam Gössner Nicole Wötzel           | 58:23.0 | 1+10     |
| 4         | Francia   | Laure Bosc Marine Dusser Sophie Boilley                | -       |          |
| 5         | Norvegia  | Tiril Eckhoff Marie Hov Synnøve Solemdal               | -       |          |

3 febbraio

## Medagliere per nazioni

### Categoria "Giovani"
| Posizione | Nazione     | Oro | Argento | Bronzo | Totale |
| --------- | ----------- | --- | ------- | ------ | ------ |
| 1         | Francia     | 2   | 2       | 0      | 4      |
| 2         | Russia      | 2   | 0       | 1      | 3      |
| 3         | Cina        | 2   | 0       | 0      | 2      |
| 4         | Canada      | 1   | 1       | 3      | 5      |
|           | Norvegia    | 1   | 1       | 0      | 2      |
| 6         | Italia      | 1   | 0       | 1      | 2      |
| 7         | Bielorussia | 0   | 1       | 1      | 2      |
| 8         | Finlandia   | 0   | 1       | 0      | 1      |
|           | Stati Uniti | 0   | 1       | 0      | 1      |
| 10        | Germania    | 0   | 0       | 1      | 1      |
|           | Svizzera    | 0   | 0       | 1      | 1      |

### Categoria "Juniores"
| Posizione | Nazione     | Oro | Argento | Bronzo | Totale |
| --------- | ----------- | --- | ------- | ------ | ------ |
| 1         | Germania    | 5   | 3       | 3      | 11     |
| 2         | Italia      | 2   | 0       | 0      | 2      |
| 3         | Rep. Ceca   | 1   | 1       | 0      | 2      |
| 4         | Russia      | 0   | 4       | 0      | 4      |
| 5         | Svizzera    | 0   | 1       | 0      | 1      |
| 6         | Norvegia    | 0   | 0       | 2      | 2      |
| 7         | Bielorussia | 0   | 0       | 1      | 1      |
|           | Francia     | 0   | 0       | 1      | 1      |